# Храм в честь иконы Божией Матери Нечаянная Радость (Радовицкий)
Храм в честь иконы Божией Матери Нечаянная Радость — православный храм Шатурского благочиния Московской епархии. Расположен в посёлке Радовицкий Шатурского района Московской области.

## История
С 1991 года в посёлке Радовицкий совершались молебны по большим праздникам.
В 1997 году образовалась православная община, и было принято решение о строительстве храма.
К 2002 году строительство было в основном завершено.
В настоящее время ведётся строительство двухэтажного дома причта.